# Deadline for Murder
Pour plus de détails, voir Fiche technique et Distribution.
Deadline for Murder est un film américain réalisé par James Tinling, sorti en 1946.

## Fiche technique
- Titre : Deadline for Murder
- Réalisation : James Tinling
- Assistant-réalisateur : Rex Bailey
- Scénario : Irving Cummings Jr (en)
- Photographie : Benjamin H. Kline
- Montage :  William F. Claxton
- Musique : Rudy Schrager
- Direction artistique : Jerome Pycha Jr.
- Décors : Sydney Moore
- Costumes :
- Son :  John R. Carter
- Producteur : Sol M. Wurtzel
- Société de production : Sol M. Wurtzel Productions
- Société de distribution : Twentieth Century Fox
- Pays de production :  États-Unis
- Langue : Anglais américain
- Métrage : 1 792,85 m (7 bobines)
- Format : Noir et blanc — 35 mm — 1,37:1 — Son : Mono (Western Electric Recording)
- Genre : Film dramatique, Film policier, Film d'aventure, Film d'action
- Durée : 65 minutes (1 h 5)
- Dates de sortie : 
  - États-Unis : 28 juin 1946 (New York)
  - États-Unis : 1er août 1946 (sortie nationale)
  - Mexique : 19 juin 1947

## Distribution
- Paul Kelly : Lt. Jerry E. McMullen
- Kent Taylor : Steve Millard
- Sheila Ryan : Vivian Mason
- Jerome Cowan : Lynch
- Renee Carson : Zita Louise Duvalle
- Marion Martin : Laura Gibson
- Joan Blair : Helen Blanchard
- Leslie Vincent : Paul Blanchard
- Eddie Marr : Keller
- Matt McHugh : Johnny
- Jody Gilbert (en) : Tiny
- Emory Parnell : Masseur